# Brigné

Brigné este o comună în departamentul Maine-et-Loire, Franța. În 2009 avea o populație de 391 de locuitori.